# Ctenichneumon moestus
Ctenichneumon moestus är en stekelart som först beskrevs av Alexander Mocsáry 1886.
Ctenichneumon moestus ingår i släktet Ctenichneumon och familjen brokparasitsteklar. Inga underarter finns listade i Catalogue of Life.